# 四巨頭 (第一次世界大戦)

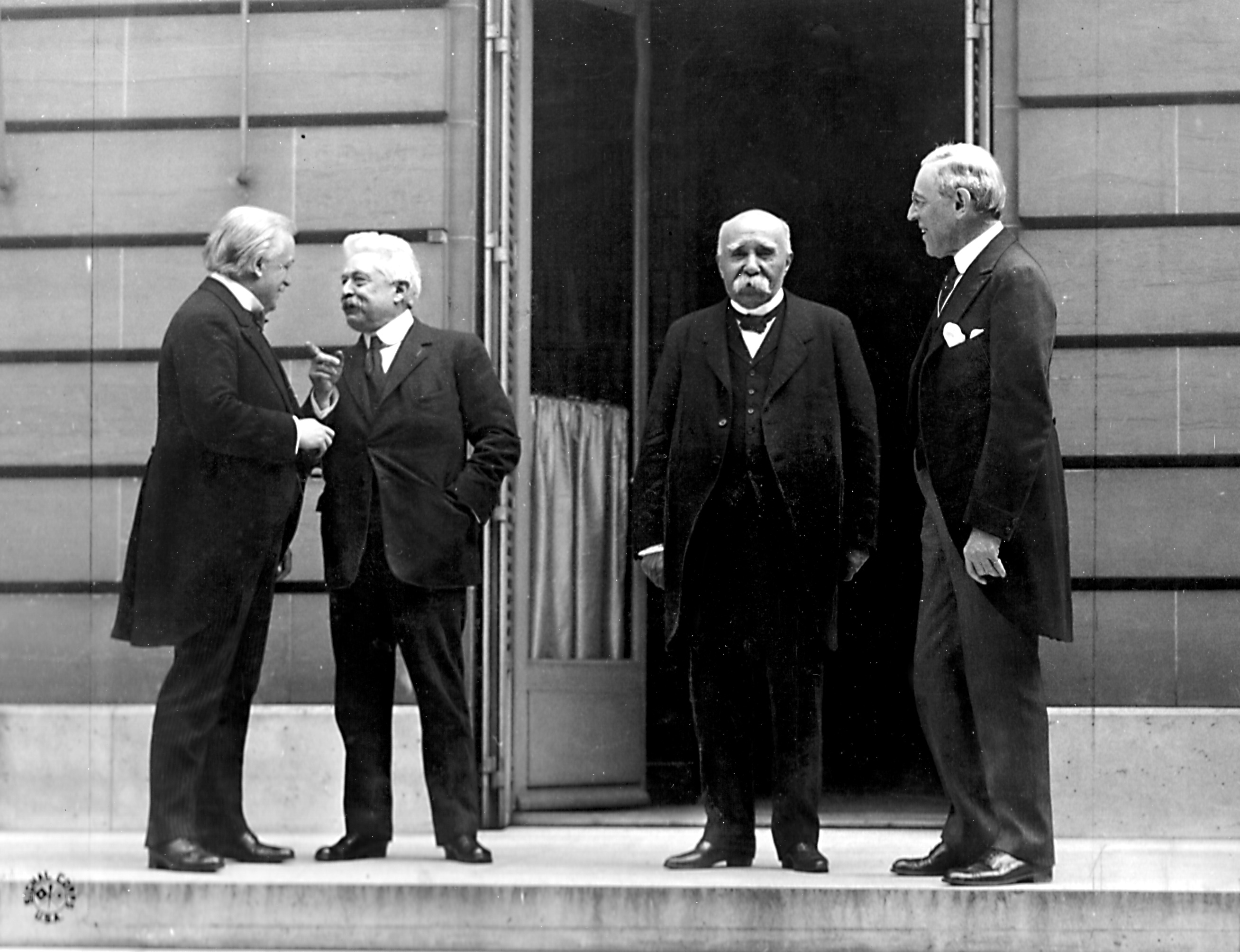
パリ講和会議での四巨頭、左から右へ：ロイド・ジョージ、 ヴィットーリオ・エマヌエーレ・オルランド、ジョルジュ・クレマンソー、ウッドロウ・ウィルソン

四巨頭（よんきょとう 英語: Big Four）または四大国（英語: Four Nations）とは、第一次世界大戦の連合国のうちの四大国と、1919年1月にパリ講和会議で会談したその指導者4人を指す。
4人とは、フランスのジョルジュ・クレマンソー、イギリスのデイヴィッド・ロイド・ジョージ、イタリアのヴィットリオ・エマヌエーレ・オルランド、アメリカのウッドロー・ウィルソンである。四大国協議会とも呼ばれる。

## ジョルジュ・クレマンソー

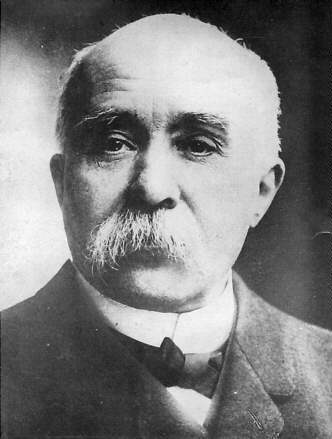
フランス首相、ジョルジュ・クレマンソー

ジョルジュ・クレマンソー（フランス語の発音： [ʒɔʁʒ klemɑ̃so]、1841年9月28日 – 1929年11月24日) は、フランスの政治家、医師、ジャーナリスト。1906年から1909年までフランスの首相を務め、1917年から1920年まで再び首相を務めた。戦時指導者としての決断力からフランス語で「ル・ティグル（虎）」、「ペール・ラ・ヴィクトワール（勝利の父）」の愛称で呼ばれる。
1917年11月、ポール・パンルヴェの後任として首相に就任したクレマンソーは、連立内閣を組閣し、陸軍大臣も兼任した。彼は、意気消沈していたフランスの士気を回復させ、連合国を説得して統一司令部に同意させ、最終的な勝利まで戦争を強力に推し進めた。パリ講和会議でフランス代表団を率いたクレマンソーは、ドイツの軍縮を主張し、ヴェルサイユ条約には決して満足しなかった。彼はウッドロー・ウィルソンの主な敵対者であり、その考えを「理想主義的すぎる」と見なしていた。第一次世界大戦のほぼ最後の1年間、彼はフランスを率い、終戦後のパリ講和会議（1919年）でヴェルサイユ条約を支持する主要な発言者の一人となった。クレマンソーは、敗戦後のドイツにさらなる懲罰を加えることを望んでいた。

## デイヴィッド・ロイド・ジョージ

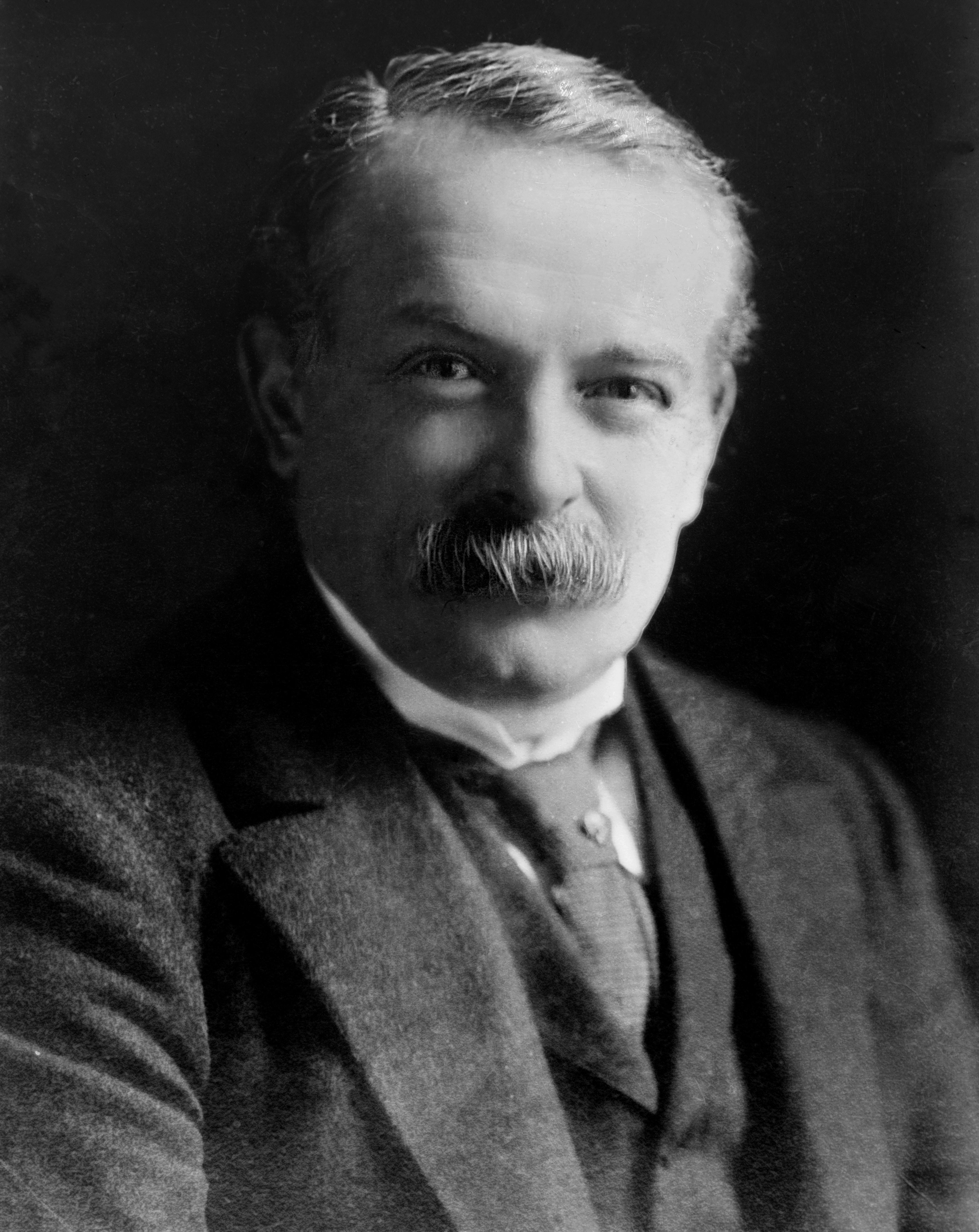
イギリスの前首相、デイヴィッド・ロイド・ジョージ

イギリス自由党のデイヴィッド・ロイド・ジョージ（1863年1月17日 - 1945年3月26日）は、1916年後半に政権を獲得し、イギリスの戦争努力を管理した連立政権の非常に有能な指導者であった。しかし、彼の連立政権は自由党よりも保守党に支持され、その後の分裂は自由党が政治勢力として衰退する重要な要因となった。
終戦直後の1918年の選挙では大勝し、ドイツに対する厳しい条件を訴えた。しかし、パリではもっと穏健だった。クレマンソーやオルランドとは異なり、ロイド・ジョージは、クレマンソーが要求したような巨額の賠償金でドイツの経済と政治体制を破壊することは望まなかった。和平会議でどうだったかと尋ねられたとき、彼は「イエス・キリストとナポレオン（ウィルソンとクレマンソー）の間に座っていたことを考えれば、悪くない」とコメントした。
ロイド・ジョージは最も愛想がよく、最も溌剌としており、おそらく最も交渉上手だった」と言われている。 ニューヨーク・タイムズ紙の記事では、「ロイド・ジョージは大英帝国の利益を守り、拡大することを決意した現実主義者だった」と書かれている。

## ヴィットーリオ・エマヌエーレ・オルランド

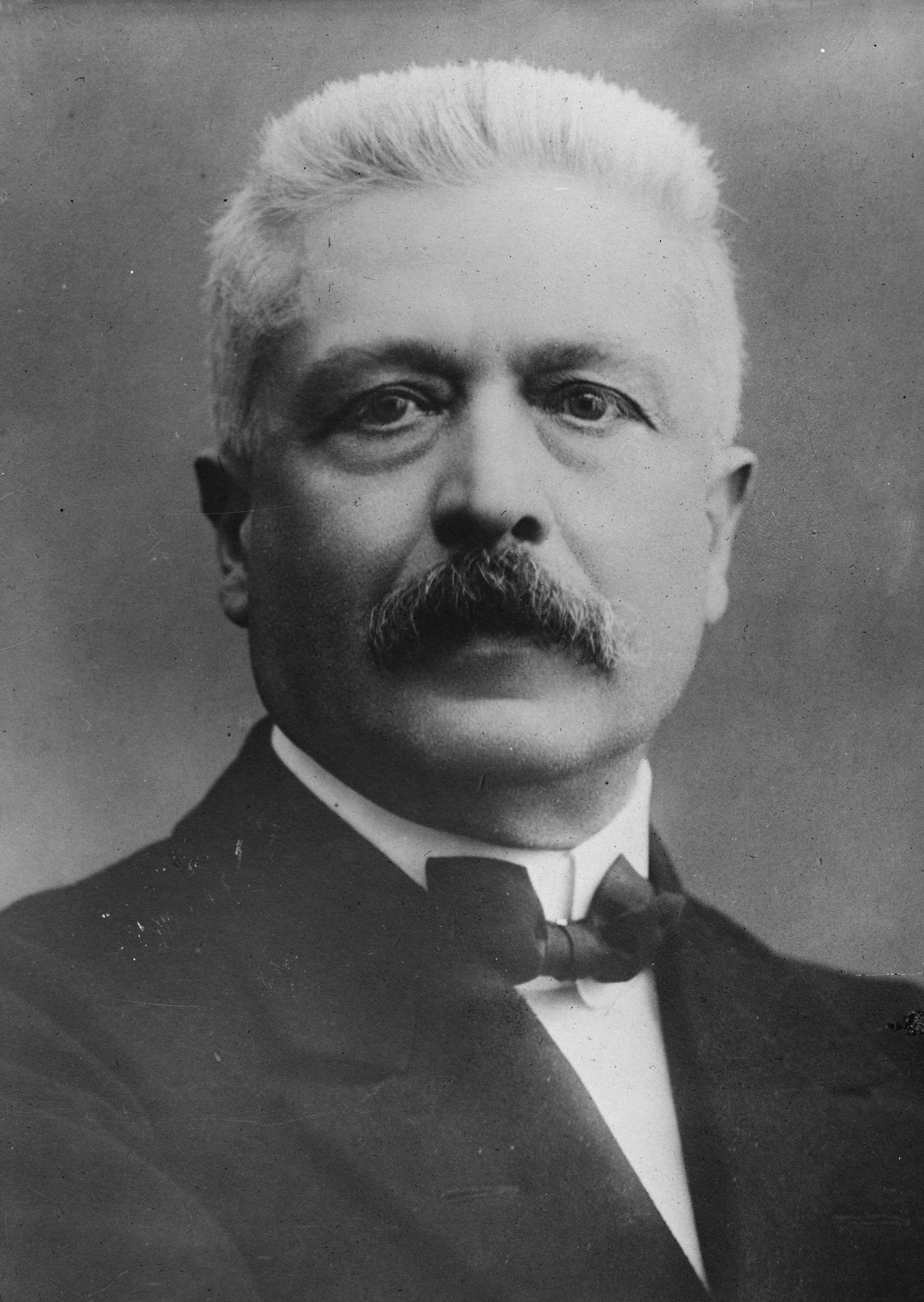
イタリア首相、ヴィットーリオ・エマヌエーレ・オルランド

ヴィットーリオ・エマヌエーレ・オルランド（1860年5月19日 - 1952年12月1日）は、イタリアの外交官、政治家。シチリアのパレルモで生まれる。地主の紳士であった父親は、イタリア建国を目指すジュゼッペ・ガリバルディ率いる1,000人の愛国者たちがシチリアに進軍してくるのを恐れ、息子の出生届を出しに行くのを遅らせた。彼は通称「勝利の宰相」と呼ばれている。
1897年、イタリア下院議員選挙でパルティニコ選挙区から選出され、1925年まで再選を続けた。1892年から1921年の間に5回、イタリアの首相を務めたジョヴァンニ・ジョリッティと行動を共にした。
イタリアの首相として、彼は1919年のパリ講和会議に臨んだ。彼は、1915年のロンドン条約の「秘密」の履行を要求した。この条約によって、連合国はイタリアに対し、第一次世界大戦への参戦に対するダルマチアでの十分な領土補償を約束していた。しかし、ウッドロウ・ウィルソンはオルランドの要求に対してかなりの反対を表明した。
そのため、オルランドはイギリスやフランスの支持を得ることができなかった。そのため、彼は講和会議から離脱した。しかし、彼は1ヵ月後に戻ってきた。「オルランドは辞任し、彼が交渉した条約はフランチェスコ・サヴェリオ・ニッティとジョヴァンニ・ジョリッティによって調印された。 いわゆる「無残な勝利」は、ベニート・ムッソリーニの台頭のプロパガンダとして利用された。ファシズムに反対したオルランドは（1925年）議会の議席を返上し、教育と執筆に専念した」。
政治家としての活躍はもちろんのこと、オルランドは法律や司法の問題に関する100以上の著作でも知られ、オルランド自身も法学部の教授であった。
彼は共和国憲法の生みの親の一人であり、イタリア憲法制定議会の議長も務めた。議会によって選出されたイタリア初の大統領候補でもあった。

## ウッドロウ・ウィルソン

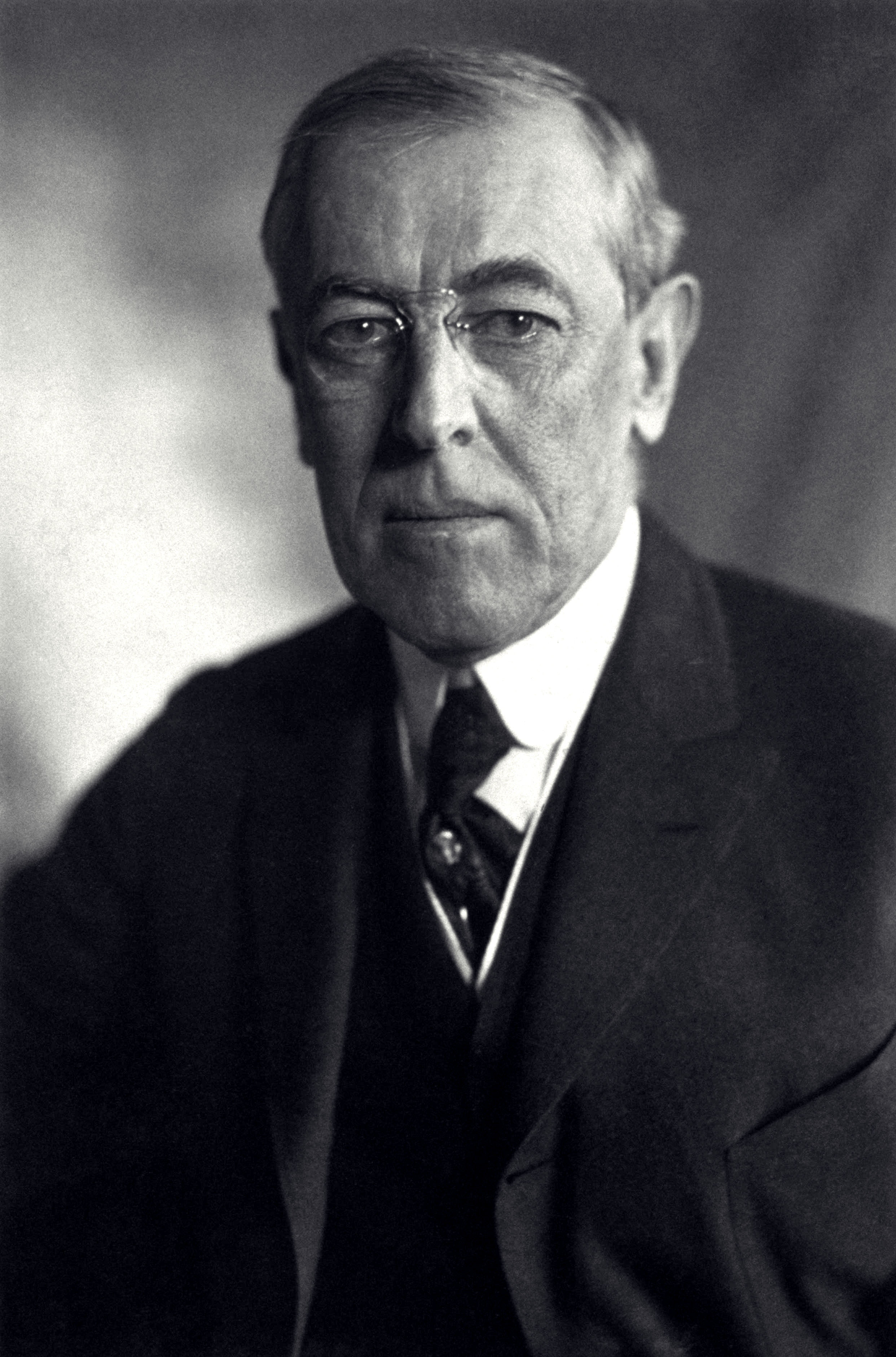
アメリカ大統領、ウッドロウ・ウィルソン

ウッドロウ・ウィルソン（1856年12月28日 – 1924年2月3日）は、1912年に国内問題に基づいて米国大統領に選出され、1916年に再選された。1916年の再選キャンペーンでは「戦争に巻き込まれないようにした」というスローガンを掲げ、妥協的な和平の仲介に尽力した。1917年初頭、ドイツ帝国はイギリスに物資を運ぶアメリカ船を撃沈することを目的とした全面的な潜水艦戦争を開始することを決定し、ツィンメルマン電報の中で、アメリカと戦争するためにメキシコとの軍事同盟を提案した。1917年4月の開戦時、アメリカの武装は不十分だったが、何百万人もの潜在的な新兵、何十億ドルもの資金、連合国が必要とする莫大な原材料の供給力があった。 ウィルソンは公式には米国を連合国とは独立した立場に置いた。
1918年、ウィルソンは休戦協定を含む対独交渉の主導権を握った。ウィルソンは「十四か条の平和原則」を発表し、戦後世界についての見解を示した。これはヨーロッパの両陣営に多大な影響を与え、ウィルソンはパリで時の人となった。進歩主義運動の指導者であった彼は、パリで彼を支援するために学識経験者からなる強力な顧問団を集めたが、不信感を抱く性格のため、エドワード・M・ハウスを筆頭とする親しい顧問たちとは相次いで決裂した。彼は、著名な共和党員のパリ同行を拒否するという大失態を犯し、これがアメリカの議論を政治化し、彼への支持を弱めた。 
彼の主な目標は、国際連盟と各国の自決に基づく、戦争を終結させるための長期的な解決策であった。
彼は、消滅した帝国から新しい国家を生み出すことに特別な関心を払い、ドイツに課された過酷な条件と賠償金に反対した。 信仰心の厚い長老派であったウィルソンは、奉仕の福音を訴え、現在「ウィルソニアニズム」と呼ばれる彼の理想主義的な国際主義に深い道徳観を吹き込んだ。ウィルソン主義は、アメリカが民主主義のために世界の舞台で戦うことを求めるもので、アメリカの外交政策において論争の的となっている。

## 四巨頭による結果
パリ講和会議に参加した連合国は20カ国以上であったが、四巨頭はヴェルサイユ宮殿に入り、ドイツが調印したヴェルサイユ条約、オーストリアとのサンジェルマン条約、ブルガリアとのヌイイ条約、ハンガリーとのトリアノン条約、オスマン帝国とのセーヴル条約の主要な立役者となった 。
イタリアの要求が満たされなかったため、一時はオルランドが会議から離脱し、他の3カ国が「三巨頭」と呼ばれる唯一の主要な協議の立役者となった。イタリア代表団は11日後に復帰した。モーリス・ハンキーは四大国協議会の唯一の書記として議事録を作成した。

## 関連文献
- 立命館大学図書館 「パリ講和会議資料データベース」
- Cooper, John Milton. Breaking the Heart of the World: Woodrow Wilson and the Fight for the League of Nations (2010) excerpt and text search
- Macmillan, Margaret. Paris 1919: Six Months That Changed the World (2003) excerpt and text search
- Sharp, Alan (2011). Consequences of Peace: The Versailles Settlement: Aftermath and Legacy 1919–2010. Haus Publishing. ISBN 978-1905791743
- Stevenson, David (1998). “France at the Paris Peace Conference: Addressing the Dilemmas of Security”. In Robert W. D. Boyce. French Foreign and Defence Policy, 1918–1940: The Decline and Fall of a Great Power. London: Routledge. ISBN 978-0-415-15039-2